# Фабрика Шиндлера

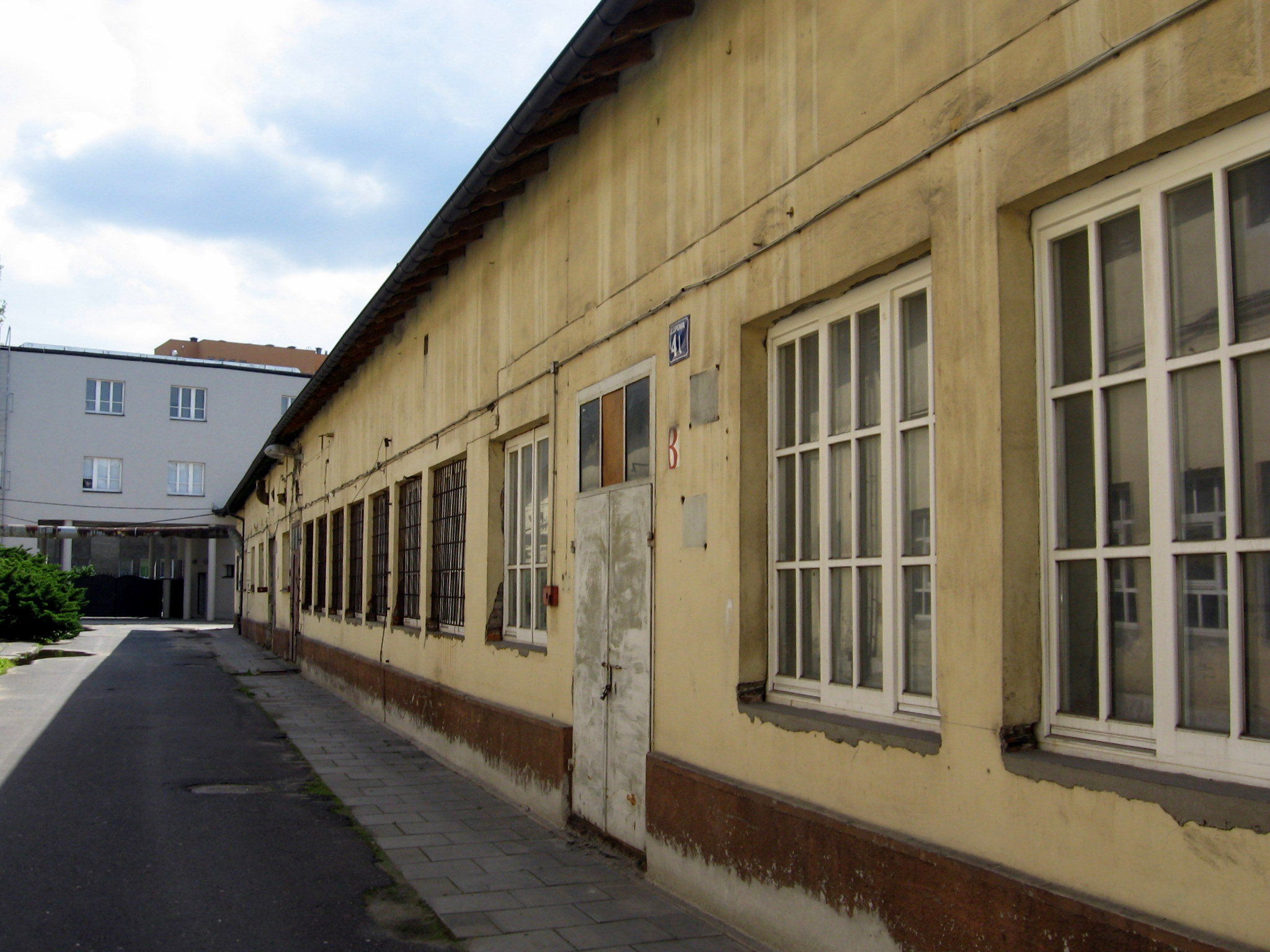
Оригинальный производственный цех

Фабрика Шиндлера (пол. Fabryka Oskara Schindlera) — первоначально фабрика под названием «Rekord» по производству металлической посуды. С 1939 по 1945 год фабрика была в собственности германского промышленника Оскара Шиндлера и называлась «Emailwarenfabrik (DEF)». При Оскаре Шиндлере на фабрике работали евреи, внесённые в так называемый Список Шиндлера. После Второй мировой войны фабрика находилась в собственности государства и с 2005 года — на балансе муниципалитета Кракова. С 2007 года фабрика была разделена между Краковским историческим музеем, который организовал в ней выставку «Краков во время оккупации 1939—1945» и Музеем современного искусства. Фабрика входит в туристический маршрут «Краковский путь техники» (объект №16). Находится на улице Липова, 4.

## История
Фабрика под названием «Pierwsza Małopolska Fabryka Naczyń Emaliowanych i Wyrobów Blaszanych „Rekord“ Sp. z o.o.» была основана в 1937 году еврейскими промышленниками Израилем Коном, Вольфом Лузером Гляйтманом и Михаилом Гутманом для производства латунных и оловянных изделий. Фабрика была первым производством подобных изделий в Малой Польше и первоначально находилась на улице Романовича 9. В январе 1938 года производство было в новом здании на современной улице Липова 9. В марте 1939 года фабрика прекратила производство и в июне этого же года была признана несостоятельной.
В ноябре 1939 года Оскар Шиндлер взял на себя руководство Попечительного совета по банкротству фабрики. В начале 1940 года он разместил на фабрике новые производственные мощности и изменил название фабрики, которая стала называться «Emailwarenfabrik (DEF)». При Оскаре Шиндлере фабрика расширила своё производство — были завезены токарные станки, прессы для резки металла и различный инструментарий. В 1942 году был пристроен третий этаж к административному зданию, на котором были размещены различные службы и в том числе офис и квартира Оскара Шиндлера.
Первоначально фабрика «Emailwarenfabrik (DEF)» выпускала эмалированную посуду. В 1943 году на фабрике был организован военный отдел, выпускавший продукцию для Вермахта, заготовки взрывателей для артиллерийских снарядов. На начальном этапе на фабрике работали поляки, но с течением времени они были заменены на еврейских рабочих, которых ежедневно доставляли из Краковского гетто. После ликвидации Краковского гетто в марте 1943 года все еврейские рабочие были перевезены в концентрационный лагерь Плашов. Благодаря стараниям Оскара Шиндлера все выжившие в Плашове сотрудники фабрики были вывезены из Плашова и размещены в бараках на территории фабрики. В 1944 году численность еврейских работников составляла около 1.100 человек. При приближении фронта Оскар Шиндлер вместе с бухгалтером фабрики Ицхаком Штерном составил список необходимых рабочих и вывез свою фабрику в судетский город Брюннлиц (сегодня — Бржненец в Чехии), где евреи проработали до 8 мая 1945 года, когда они были освобождены.
История фабрики «Emailwarenfabrik (DEF)» была описана австралийским писателем Томасом Кенилли в повести «Schindler’s Ark», на основе которой был поставлен художественный фильм Стивена Спилберга «Список Шиндлера».

## Музей
В 1947 году фабрика перешла в собственность государства. С 1948 года она находилась в собственности государственного Краковского электрического производства «Unitra-Telpod». Кроме электрического оборудования на фабрике производилось сигнальное оборудования для железнодорожного транспорта.
В 2007 году было решено передать административное здание Краковскому историческому музею, который организовал здесь постоянную выставку, демонстрирующую оккупационный период истории Кракова под названием «Краков во время оккупации 1939—1945».
Музей «Фабрика Шиндлера» был открыт 10 июня 2010 года.
Выставка разделена на несколько отделов: война 1939 года, роль Кракова как административного центра Генерал-губернаторства, повседневная жизнь населения при оккупации, судьба краковских евреев, польское подпольное государство, история фабрики Шиндлера и история жизни самого Оскара Шиндлера. На выставке демонстрируются исторические, фотографические и архивные документы из польских и заграничных собраний.
На территории фабрики Шиндлера находится также Музей современного искусства.

## Галерея

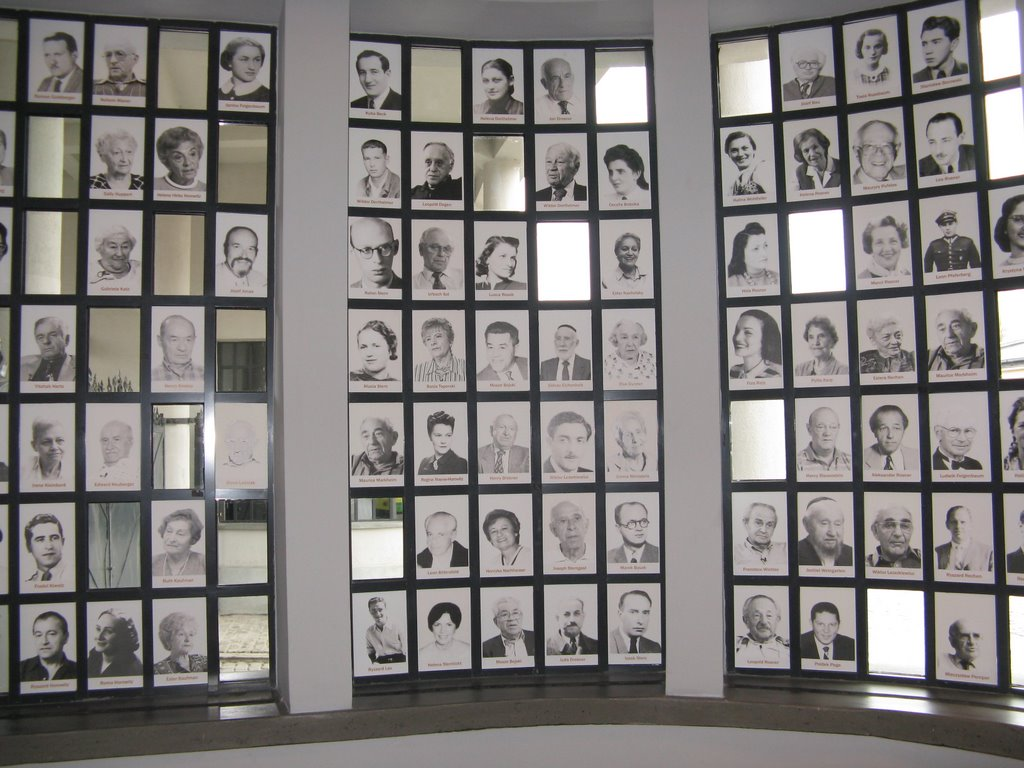
Фотографии выживших рабочих
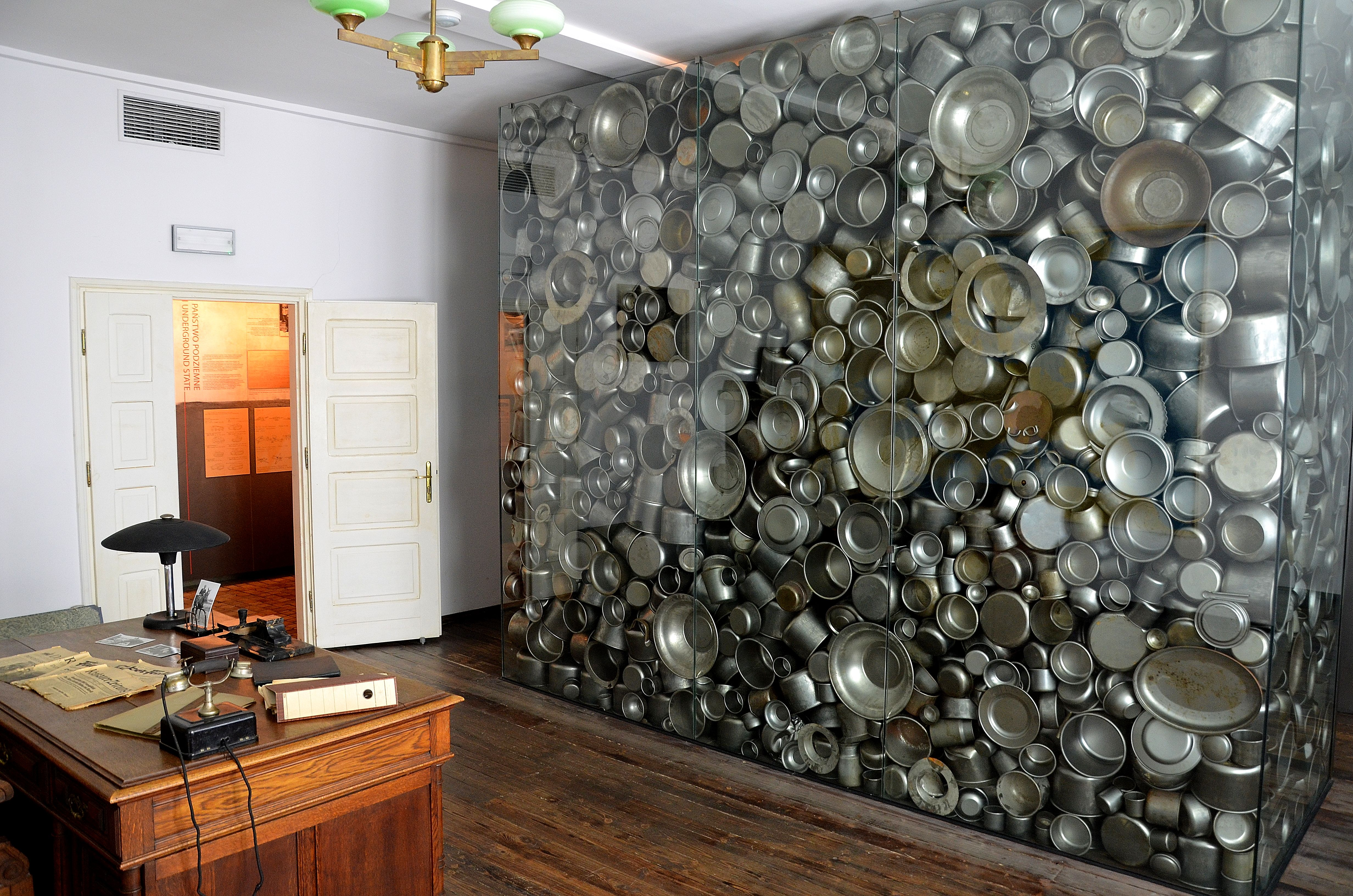
Рабочий стол Оскара Шиндлера и инсталляция с выпускаемой продукцией
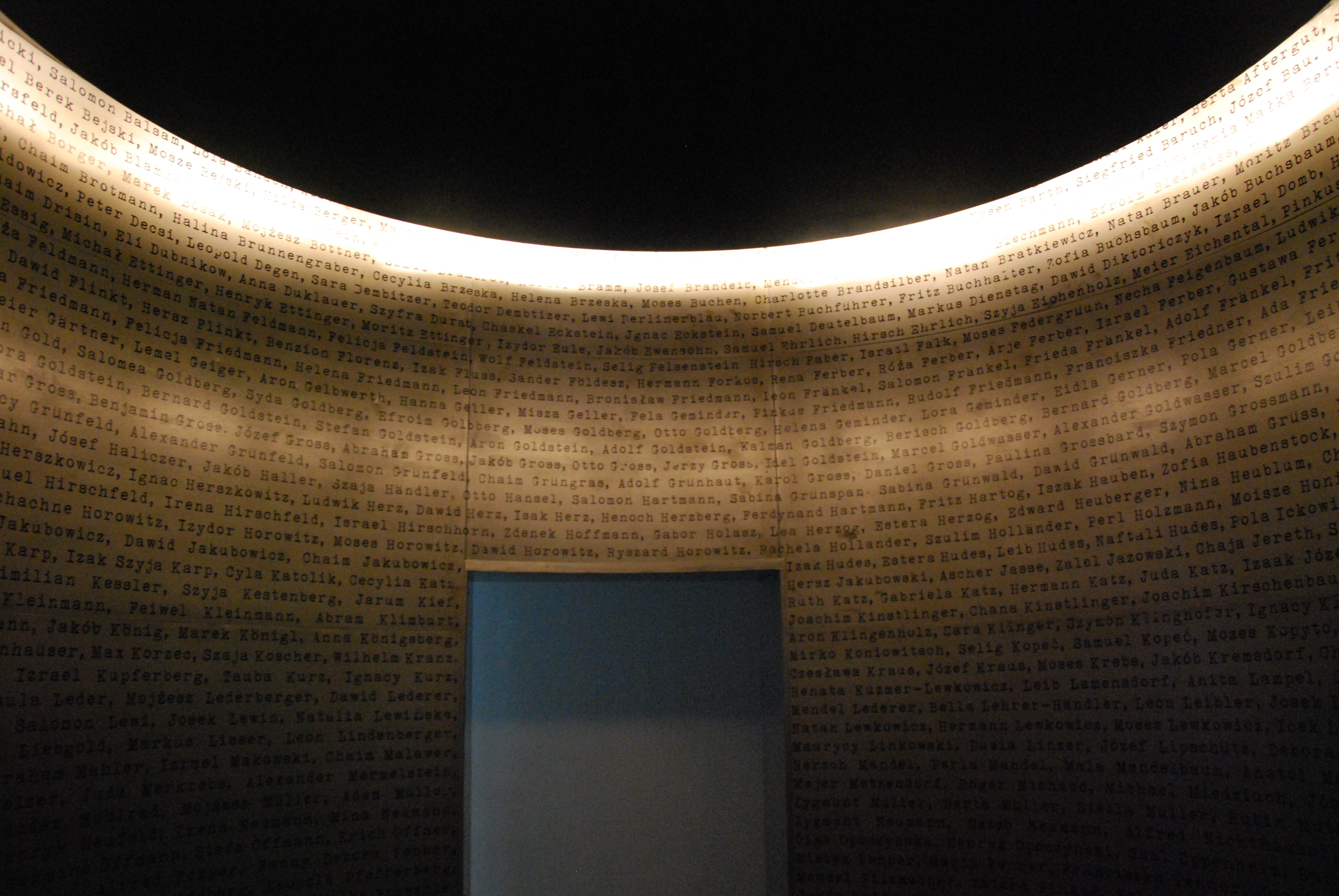
Инсталляция Списка Шиндлера с фамилиями еврейских рабочих
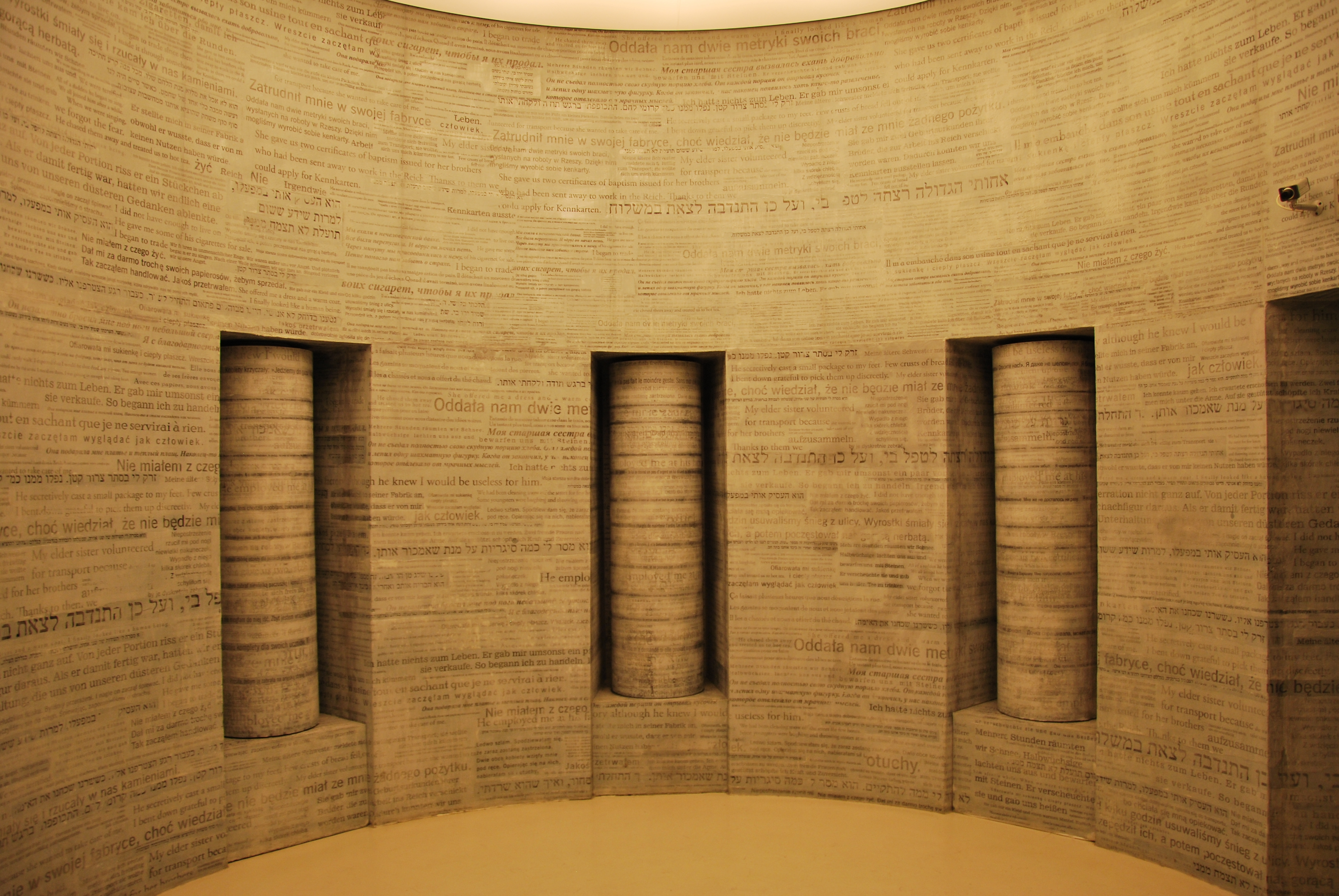
Инсталляция стены Краковского гетто
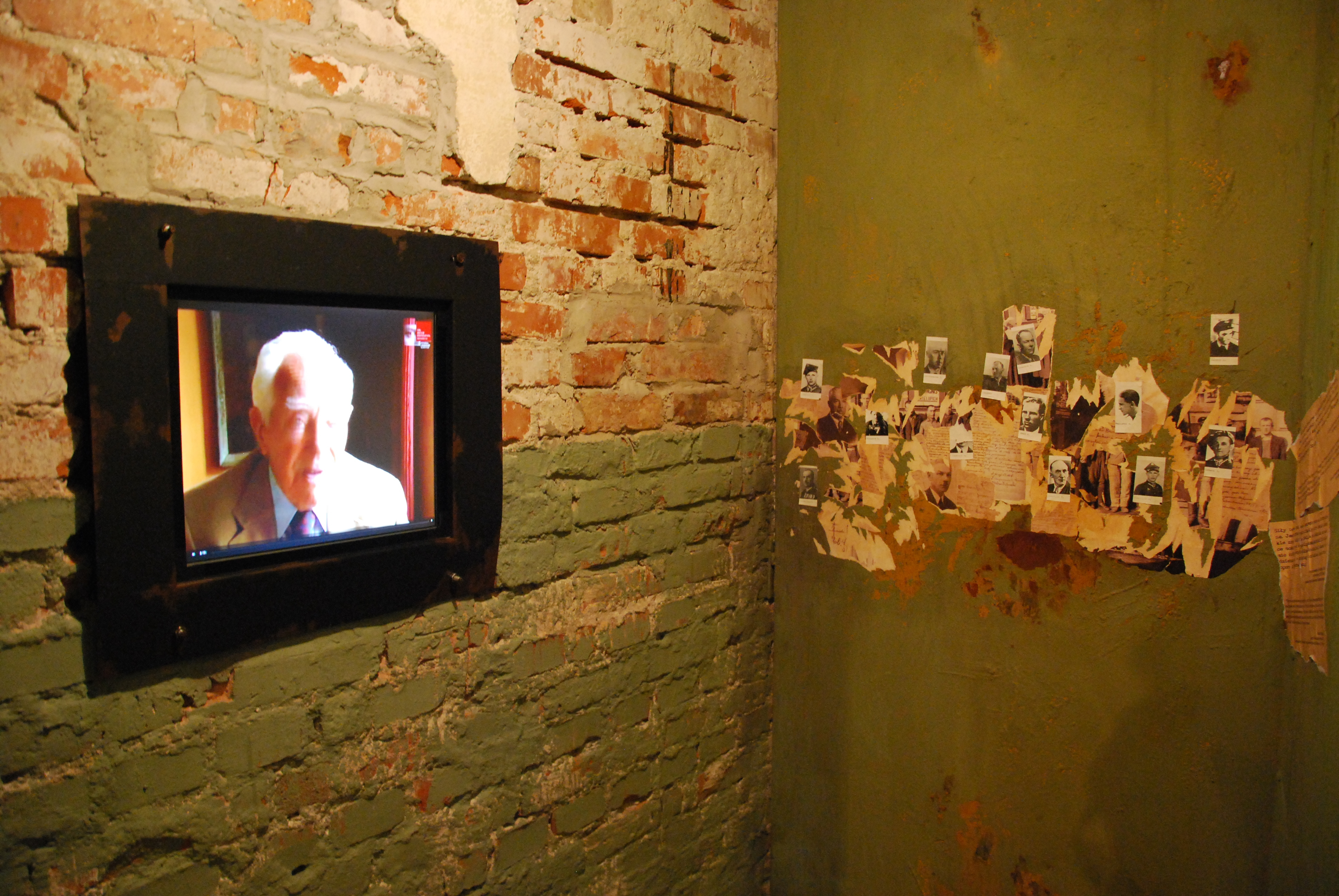
Интерактивный экран
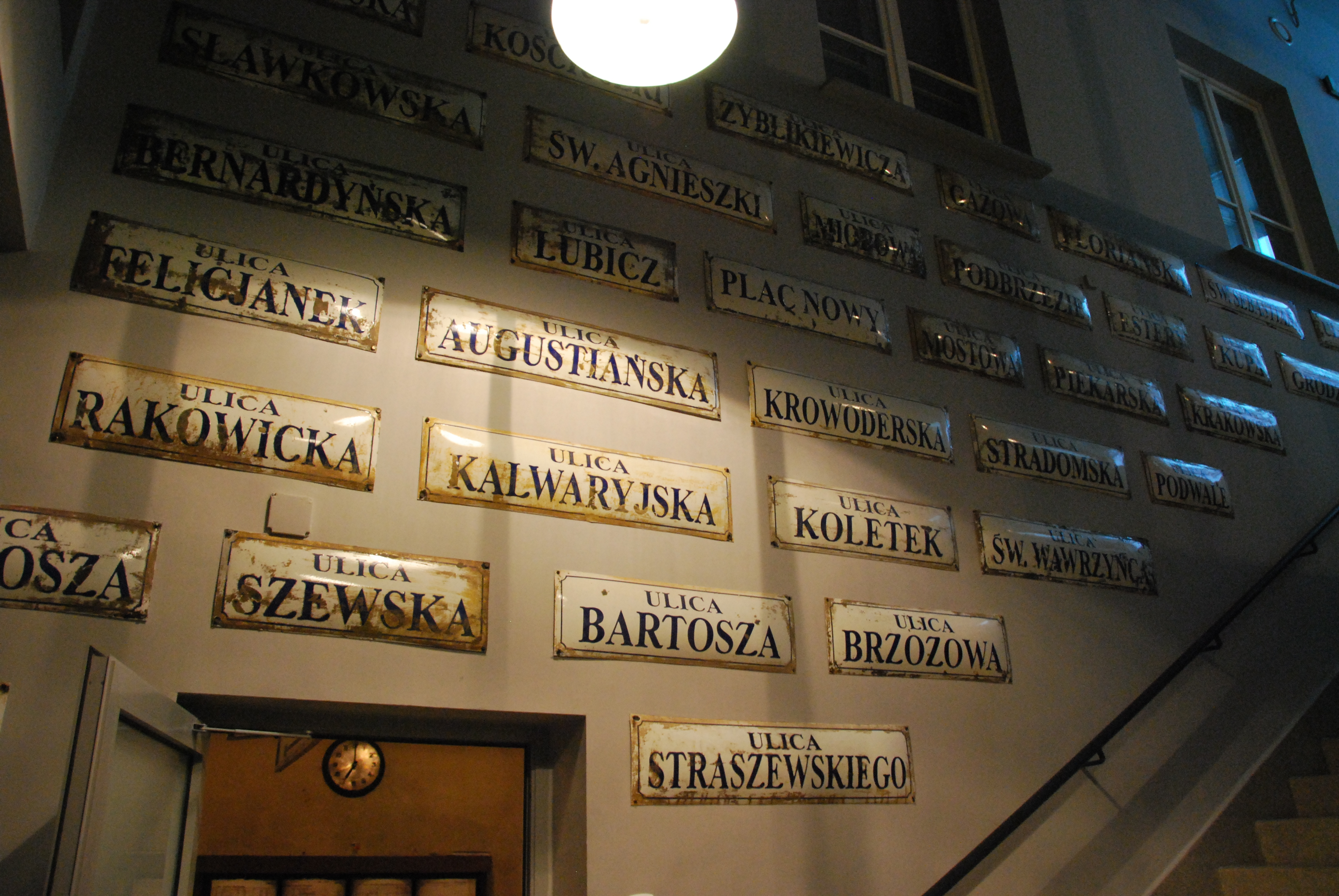
Предвоенные таблички с названием улиц
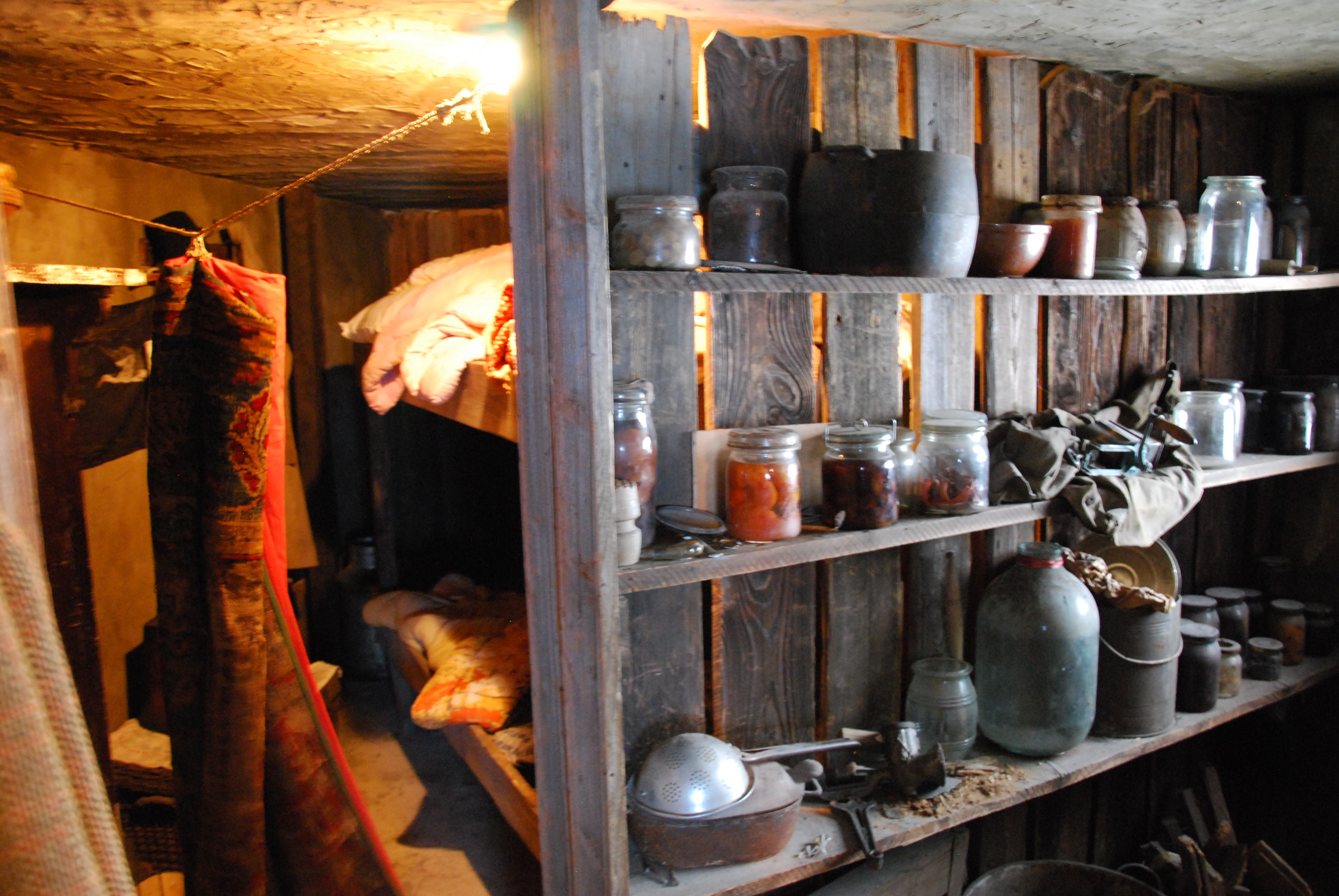
Реконструкция схрона, где прятались евреи
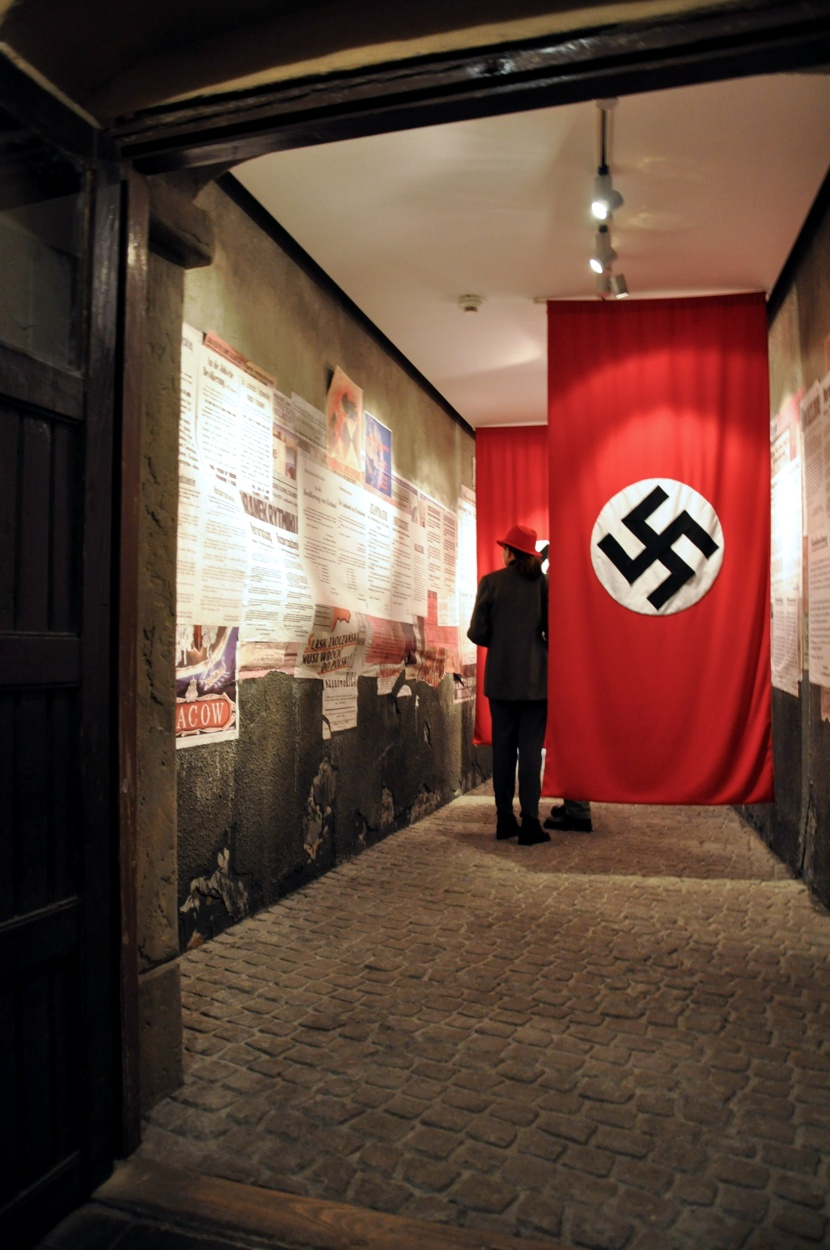
Фрагмент экспозиции
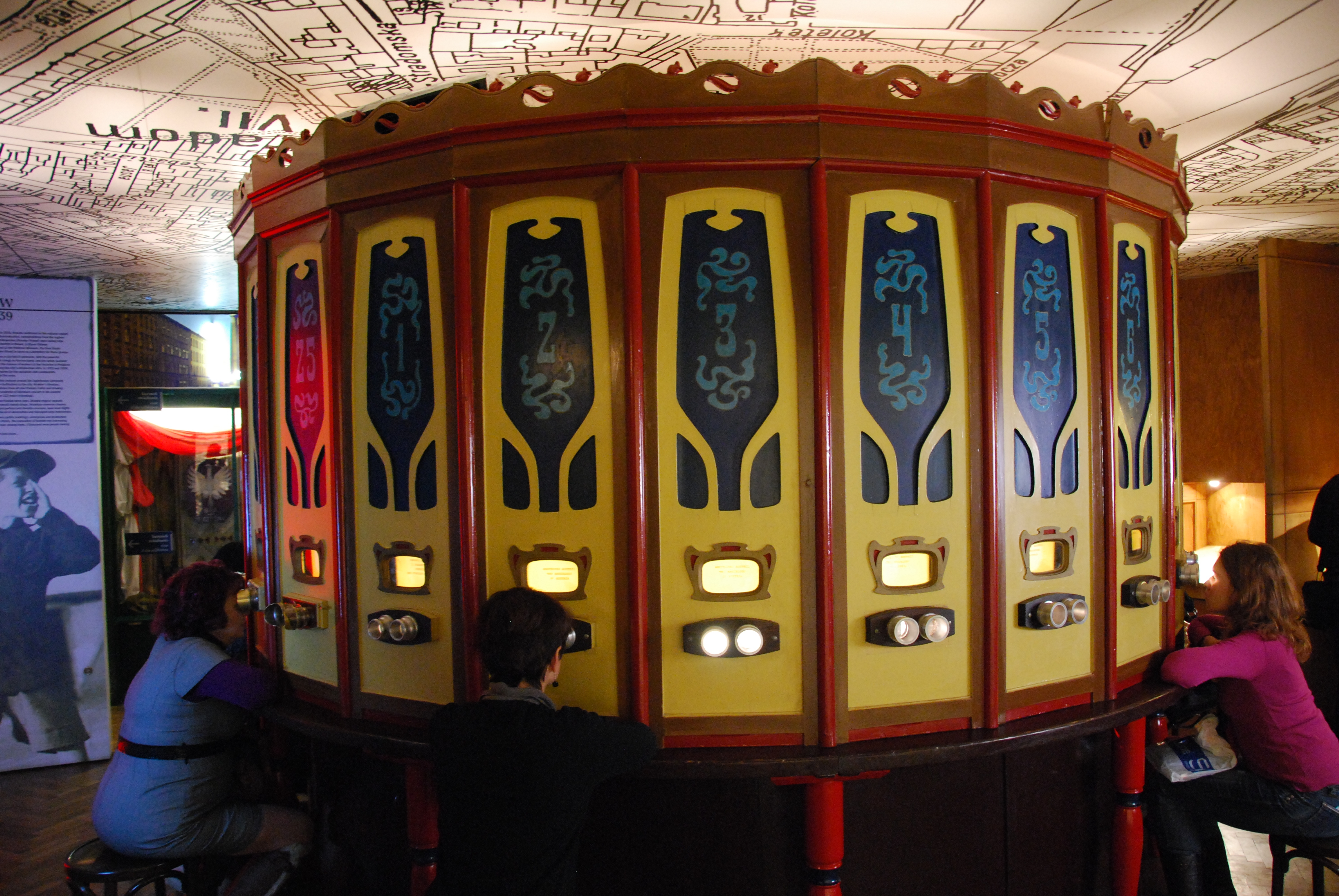
Фотообозрение
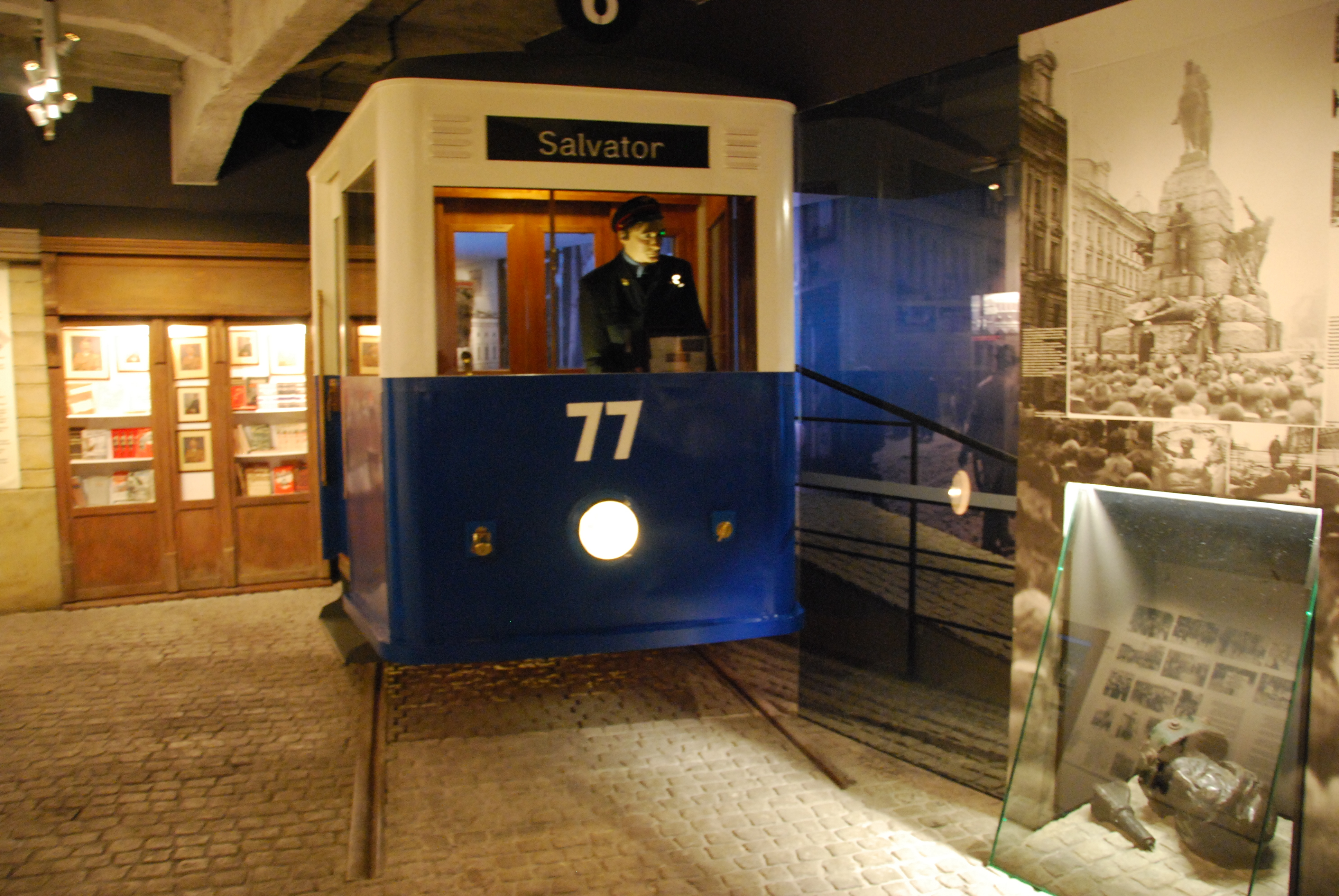
Реконструкция предвоенного трамвая
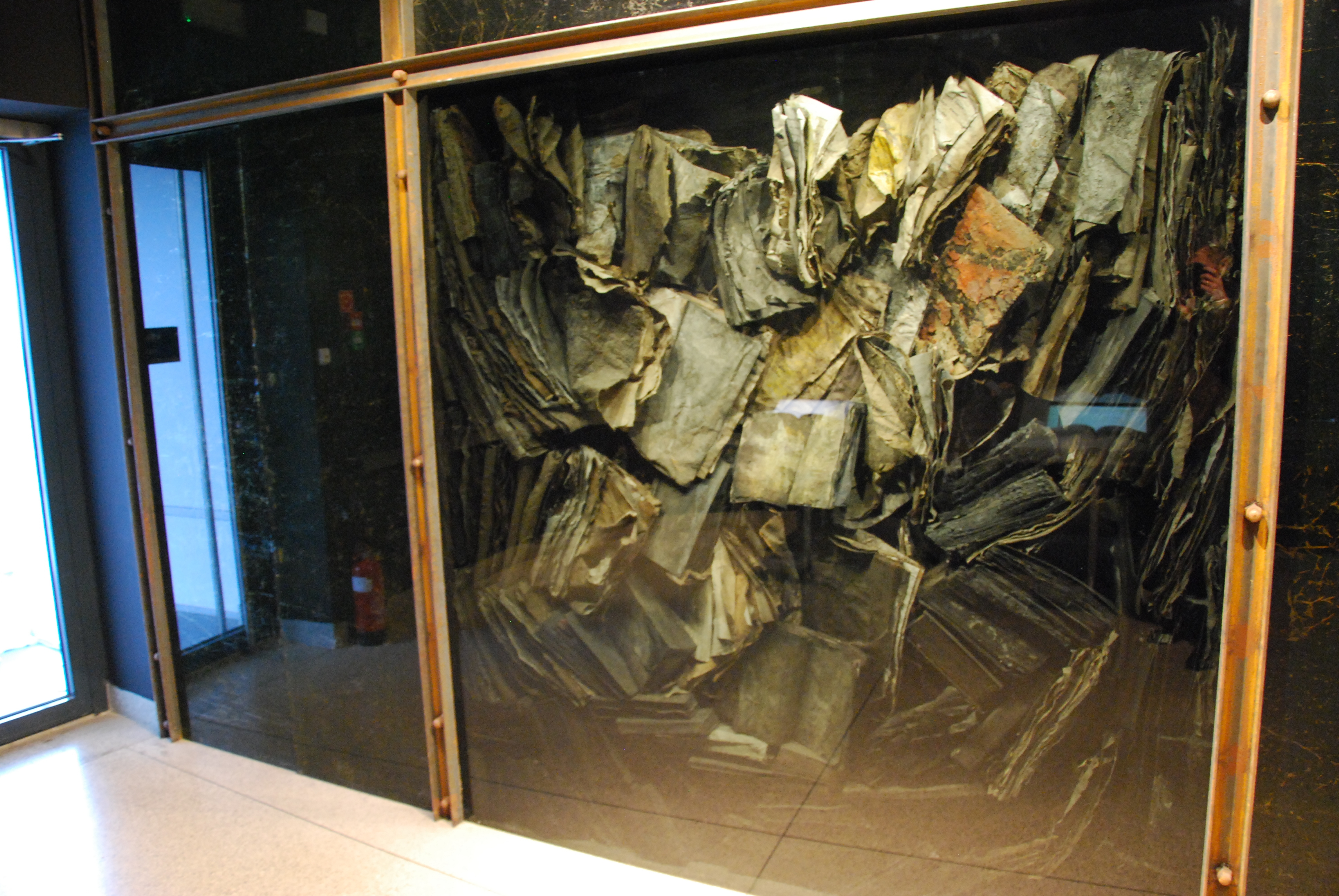
Подожжённые книги – символ разрушенного гетто
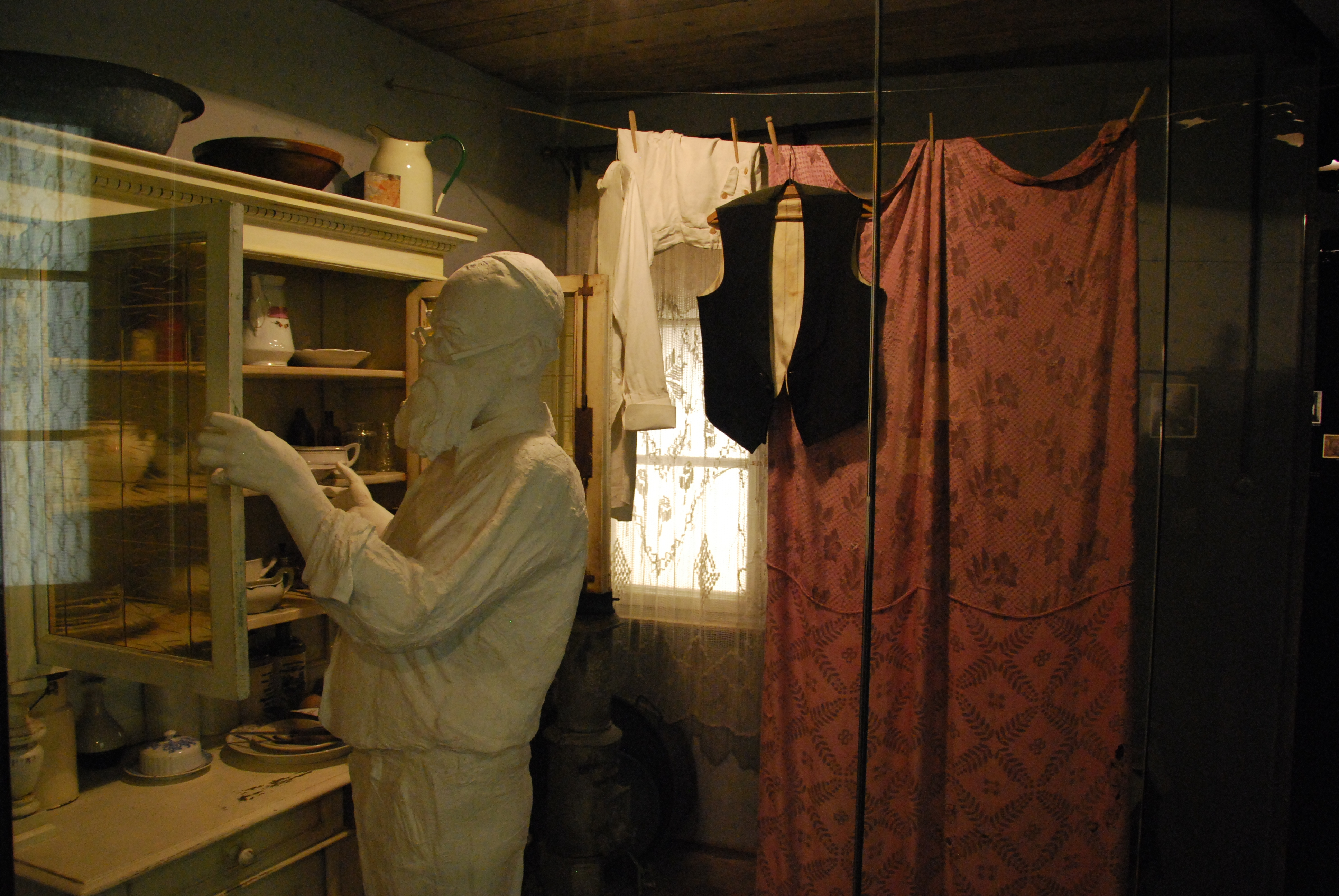
Реконструкция жилища в гетто

## Источник
- Monika Bednarek, Deutsche Emailwarenfabrik Oskara Schindlera w Krakowie w latach 1939—1945, «Krzysztofory» nr 22 (2004), s. 127—143.
- Andrzej Chwalba, Dzieje Krakowa. Kraków w latach 1939—1945, tom 5, Kraków 2002.